# Simon Dwight
Simon Dwight (Melbourne, 7 maggio 1976) è un ex cestista australiano.

## Carriera
Con la Australia ha disputato i Campionati mondiali del 1998.